# Burton Swifts F.C.
Burton Swifts Football Club var en engelsk fodboldklub i Burton upon Trent i Staffordshire, som eksisterende fra 1871 til 1901, hvor den fusionerede med Burton Wanderers under dannelse af en ny klub, Burton United.
Burton Swifts blev medlem af The Football League i 1892 i forbindelse med at holdene fra Football Alliance blev optaget i ligaen. To år senere fulgte bysbørne fra Burton Wanderers i Swifts' fodspor og blev også valgt til The Football League. I 1897 blev Wanderers imidlertid stemt ud igen, hvilket efterlod Swifts som byens eneste hold i The Football League.
I 1901 fusionerede klubben med Burton Swifts, da den stod over for endnu en afstemning om forbliven i ligaen. Den nye klub, Burton United, forsatte i The Football League i seks år, indtil også den mistede sin plads i ligaen og senere lukkede i 1910.
Burton Swifts spillede sine hjemmekampe på Peel Croft, som også blev hjemmebane for Burton United.

## Bedrifter
- The Combination
  - Nr. 4: 1890-91
- Football Alliance
  - Nr. 5: 1891-92
- The Football League Second Division
  - Nr. 6: 1892-93, 1893-94
- FA Cup
  - Første runde: 1892-93, 1895-96, 1896-97